# Nadir Belhadj
Nadir Belhadj (Saint-Claude, 18 giugno 1982) è un ex calciatore francese naturalizzato algerino, di ruolo difensore.

## Carriera

### Club
Ha iniziato la carriera nel Lens, prima di trasferirsi in prestito al Gueugnon, squadra che poi lo acquisterà a titolo definitivo. Nel 2004 si trasferisce al Sedan, dove gioca fino al 2007, quando passa all'Olympique Lione.
Il 7 gennaio 2008 è tornato al Lens, club in cui è cresciuto calcisticamente: vi approdò infatti a 17 anni (nel 1999) rimanendo fino al 2003. Ha firmato un contratto di tre anni e mezzo (fino al giugno del 2011).
Dal 2008 si trasferisce in Inghilterra, nel Portsmouth, dove gioca con regolarità sulla fascia sinistra della formazione britannica.
Il 9 luglio 2010, dopo voci di mercato che lo accostavano alla Lazio, l'Al-Sadd ne annuncia l'acquisto.

### Nazionale
Dopo aver militato nelle squadre giovanili rappresentative della nazionale francese fino all'under 18, nel 2004 ha risposto alla chiamata della nazionale algerina, esordendo contro il Belgio. Ha realizzato il primo gol nell'amichevole persa per 3-4 contro l'Argentina (doppietta) il 5 giugno 2007. Ha indossato la maglia della nazionale 54 volte, segnando 4 gol. Ha partecipato ai mondiali di calcio 2010 che l'Algeria non disputava da ben 24 anni.

## Palmarès

### Club

#### Competizioni nazionali
- Qatar Stars League: 1

Al-Sadd: 2012-2013
- Coppa dell'Emiro del Qatar: 2

Al-Sadd: 2013-2014, 2014-2015
- Coppa dello Sceicco Jassem: 1

Al-Sadd: 2014

#### Competizioni internazionali
- AFC Champions League: 1

Al-Sadd: 2011

## Statistiche

### Cronologia presenze e reti in nazionale
| Cronologia completa delle presenze e delle reti in nazionale ― Algeria | Cronologia completa delle presenze e delle reti in nazionale ― Algeria | Cronologia completa delle presenze e delle reti in nazionale ― Algeria | Cronologia completa delle presenze e delle reti in nazionale ― Algeria | Cronologia completa delle presenze e delle reti in nazionale ― Algeria | Cronologia completa delle presenze e delle reti in nazionale ― Algeria | Cronologia completa delle presenze e delle reti in nazionale ― Algeria | Cronologia completa delle presenze e delle reti in nazionale ― Algeria |
| Data                                                                   | Città                                                                  | In casa                                                                | Risultato                                                              | Ospiti                                                                 | Competizione                                                           | Reti                                                                   | Note                                                                   |
| ---------------------------------------------------------------------- | ---------------------------------------------------------------------- | ---------------------------------------------------------------------- | ---------------------------------------------------------------------- | ---------------------------------------------------------------------- | ---------------------------------------------------------------------- | ---------------------------------------------------------------------- | ---------------------------------------------------------------------- |
| 28-4-2004                                                              | Clermont-Ferrand                                                       | Cina                                                                   | 1 – 0                                                                  | Algeria                                                                | Amichevole                                                             | -                                                                      |                                                                        |
| 30-5-2004                                                              | Annaba                                                                 | Algeria                                                                | 1 – 1                                                                  | Giordania                                                              | Amichevole                                                             | -                                                                      |                                                                        |
| 5-6-2004                                                               | Annaba                                                                 | Algeria                                                                | 0 – 0                                                                  | Angola                                                                 | Qual. Mondiali 2006                                                    | -                                                                      |                                                                        |
| 20-6-2004                                                              | Harare                                                                 | Zimbabwe                                                               | 1 – 1                                                                  | Algeria                                                                | Qual. Mondiali 2006                                                    | -                                                                      |                                                                        |
| 3-7-2004                                                               | Abuja                                                                  | Nigeria                                                                | 1 – 0                                                                  | Algeria                                                                | Qual. Mondiali 2006                                                    | -                                                                      |                                                                        |
| 5-9-2004                                                               | Algeri                                                                 | Algeria                                                                | 0 – 3                                                                  | Gabon                                                                  | Qual. Mondiali 2006                                                    | -                                                                      |                                                                        |
| 9-10-2004                                                              | Kigali                                                                 | Ruanda                                                                 | 1 – 1                                                                  | Algeria                                                                | Qual. Mondiali 2006                                                    | -                                                                      |                                                                        |
| 17-11-2004                                                             | Tolone                                                                 | Algeria                                                                | 1 – 2                                                                  | Senegal                                                                | Amichevole                                                             | -                                                                      |                                                                        |
| 9-2-2005                                                               | Algeri                                                                 | Algeria                                                                | 3 – 0                                                                  | Burkina Faso                                                           | Amichevole                                                             | -                                                                      |                                                                        |
| 27-3-2005                                                              | Orano                                                                  | Algeria                                                                | 1 – 0                                                                  | Ruanda                                                                 | Qual. Mondiali 2006                                                    | -                                                                      | 35’                                                                    |
| 12-6-2005                                                              | Arles                                                                  | Algeria                                                                | 0 – 3                                                                  | Mali                                                                   | Amichevole                                                             | -                                                                      |                                                                        |
| 19-6-2005                                                              | Orano                                                                  | Algeria                                                                | 2 – 2                                                                  | Zimbabwe                                                               | Qual. Mondiali 2006                                                    | -                                                                      |                                                                        |
| 4-9-2005                                                               | Orano                                                                  | Algeria                                                                | 2 – 5                                                                  | Nigeria                                                                | Qual. Mondiali 2006                                                    | -                                                                      | 70’                                                                    |
| 15-8-2006                                                              | Aix-en-Provence                                                        | Algeria                                                                | 2 – 2                                                                  | Gabon                                                                  | Amichevole                                                             | -                                                                      | 87’                                                                    |
| 3-9-2006                                                               | Conakry                                                                | Guinea                                                                 | 0 – 0                                                                  | Algeria                                                                | Qual. Coppa d'Africa 2008                                              | -                                                                      | 41’                                                                    |
| 7-10-2006                                                              | Algeri                                                                 | Algeria                                                                | 1 – 0                                                                  | Gambia                                                                 | Qual. Coppa d'Africa 2008                                              | -                                                                      |                                                                        |
| 15-11-2006                                                             | Aix-en-Provence                                                        | Algeria                                                                | 1 – 2                                                                  | Burkina Faso                                                           | Amichevole                                                             | -                                                                      |                                                                        |
| 24-3-2007                                                              | Algeri                                                                 | Algeria                                                                | 2 – 0                                                                  | Capo Verde                                                             | Qual. Coppa d'Africa 2008                                              | -                                                                      | 64’                                                                    |
| 5-6-2007                                                               | Barcellona                                                             | Algeria                                                                | 3 – 4                                                                  | Argentina                                                              | Amichevole                                                             | 2                                                                      | Ammonizione                                                            |
| 16-6-2007                                                              | Algeri                                                                 | Algeria                                                                | 0 – 2                                                                  | Guinea                                                                 | Amichevole                                                             | -                                                                      |                                                                        |
| 22-8-2007                                                              | Montpellier                                                            | Brasile                                                                | 2 – 0                                                                  | Algeria                                                                | Amichevole                                                             | -                                                                      |                                                                        |
| 9-9-2007                                                               | Bakau                                                                  | Gambia                                                                 | 2 – 1                                                                  | Algeria                                                                | Amichevole                                                             | -                                                                      |                                                                        |
| 20-11-2007                                                             | Orano                                                                  | Algeria                                                                | 3 – 2                                                                  | Mali                                                                   | Amichevole                                                             | 1                                                                      |                                                                        |
| 31-5-2008                                                              | Dakar                                                                  | Senegal                                                                | 1 – 0                                                                  | Algeria                                                                | Qual. Mondiali 2010                                                    | -                                                                      | 67’                                                                    |
| 6-6-2008                                                               | Blida                                                                  | Algeria                                                                | 3 – 0                                                                  | Liberia                                                                | Qual. Mondiali 2010                                                    | -                                                                      | 80’ 86’                                                                |
| 5-9-2008                                                               | Blida                                                                  | Algeria                                                                | 3 – 2                                                                  | Senegal                                                                | Qual. Mondiali 2010                                                    | -                                                                      |                                                                        |
| 11-10-2008                                                             | Monrovia                                                               | Liberia                                                                | 0 – 0                                                                  | Algeria                                                                | Qual. Mondiali 2010                                                    | -                                                                      |                                                                        |
| 18-11-2008                                                             | Rouen                                                                  | Algeria                                                                | 1 – 1                                                                  | Mali                                                                   | Amichevole                                                             | -                                                                      |                                                                        |
| 11-2-2009                                                              | Blida                                                                  | Algeria                                                                | 2 – 1                                                                  | Benin                                                                  | Amichevole                                                             | -                                                                      | 46’                                                                    |
| 28-3-2009                                                              | Kigali                                                                 | Ruanda                                                                 | 0 – 0                                                                  | Algeria                                                                | Qual. Mondiali 2010                                                    | -                                                                      |                                                                        |
| 7-6-2009                                                               | Blida                                                                  | Algeria                                                                | 3 – 1                                                                  | Egitto                                                                 | Qual. Mondiali 2010                                                    | -                                                                      | 58’                                                                    |
| 20-6-2009                                                              | Chililabombwe                                                          | Zambia                                                                 | 0 – 2                                                                  | Algeria                                                                | Qual. Mondiali 2010                                                    | -                                                                      |                                                                        |
| 12-8-2009                                                              | Algeri                                                                 | Algeria                                                                | 1 – 0                                                                  | Uruguay                                                                | Amichevole                                                             | -                                                                      |                                                                        |
| 6-9-2009                                                               | Blida                                                                  | Algeria                                                                | 1 – 0                                                                  | Zambia                                                                 | Qual. Mondiali 2010                                                    | -                                                                      |                                                                        |
| 11-10-2009                                                             | Blida                                                                  | Algeria                                                                | 3 – 1                                                                  | Ruanda                                                                 | Qual. Mondiali 2010                                                    | 1                                                                      |                                                                        |
| 14-11-2009                                                             | Il Cairo                                                               | Egitto                                                                 | 2 – 0                                                                  | Algeria                                                                | Qual. Mondiali 2010                                                    | -                                                                      |                                                                        |
| 18-11-2009                                                             | Omdurman                                                               | Algeria                                                                | 1 – 0                                                                  | Egitto                                                                 | Qual. Mondiali 2010                                                    | -                                                                      | 1’                                                                     |
| 11-1-2010                                                              | Luanda                                                                 | Malawi                                                                 | 3 – 0                                                                  | Algeria                                                                | Coppa d'Africa 2010 - 1º turno                                         | -                                                                      |                                                                        |
| 14-1-2010                                                              | Luanda                                                                 | Mali                                                                   | 0 – 1                                                                  | Algeria                                                                | Coppa d'Africa 2010 - 1º turno                                         | -                                                                      | 65’                                                                    |
| 18-1-2010                                                              | Luanda                                                                 | Angola                                                                 | 0 – 0                                                                  | Algeria                                                                | Coppa d'Africa 2010 - 1º turno                                         | -                                                                      |                                                                        |
| 24-1-2010                                                              | Cabinda                                                                | Costa d'Avorio                                                         | 2 – 3 dts                                                              | Algeria                                                                | Coppa d'Africa 2010 - Quarti di finale                                 | -                                                                      |                                                                        |
| 28-1-2010                                                              | Benguela                                                               | Algeria                                                                | 0 – 4                                                                  | Egitto                                                                 | Coppa d'Africa 2010 - Semifinale                                       | -                                                                      | 0’                                                                     |
| 3-3-2010                                                               | Algeri                                                                 | Algeria                                                                | 0 – 3                                                                  | Serbia                                                                 | Amichevole                                                             | -                                                                      |                                                                        |
| 28-5-2010                                                              | Dublino                                                                | Irlanda                                                                | 3 – 0                                                                  | Algeria                                                                | Amichevole                                                             | -                                                                      | 67’                                                                    |
| 5-6-2010                                                               | Fürth                                                                  | Algeria                                                                | 1 – 0                                                                  | Emirati Arabi Uniti                                                    | Amichevole                                                             | -                                                                      |                                                                        |
| 13-6-2010                                                              | Polokwane                                                              | Algeria                                                                | 0 – 1                                                                  | Slovenia                                                               | Mondiali 2010 - 1º turno                                               | -                                                                      |                                                                        |
| 18-6-2010                                                              | Città del Capo                                                         | Inghilterra                                                            | 0 – 0                                                                  | Algeria                                                                | Mondiali 2010 - 1º turno                                               | -                                                                      |                                                                        |
| 23-6-2010                                                              | Pretoria                                                               | Stati Uniti                                                            | 1 – 0                                                                  | Algeria                                                                | Mondiali 2010 - 1º turno                                               | -                                                                      |                                                                        |
| 11-8-2010                                                              | Algeri                                                                 | Algeria                                                                | 1 – 2                                                                  | Gabon                                                                  | Amichevole                                                             | -                                                                      |                                                                        |
| 3-9-2010                                                               | Blida                                                                  | Algeria                                                                | 1 – 1                                                                  | Tanzania                                                               | Qual. Coppa d'Africa 2012                                              | -                                                                      |                                                                        |
| 10-10-2010                                                             | Bangui                                                                 | Rep. Centrafricana                                                     | 2 – 0                                                                  | Algeria                                                                | Qual. Coppa d'Africa 2012                                              | -                                                                      | 86’                                                                    |
| 27-3-2011                                                              | Annaba                                                                 | Algeria                                                                | 1 – 0                                                                  | Marocco                                                                | Qual. Coppa d'Africa 2012                                              | -                                                                      | 81’                                                                    |
| 3-9-2011                                                               | Dar es Salaam                                                          | Tanzania                                                               | 1 – 1                                                                  | Algeria                                                                | Qual. Coppa d'Africa 2012                                              | -                                                                      | 46’                                                                    |
| 12-11-2011                                                             | Blida                                                                  | Algeria                                                                | 1 – 0                                                                  | Tunisia                                                                | Amichevole                                                             | -                                                                      |                                                                        |
| Totale                                                                 |                                                                        | Presenze                                                               | 54                                                                     |                                                                        | Reti                                                                   | 4                                                                      |                                                                        |